# Arquipélago Ártico Canadiano

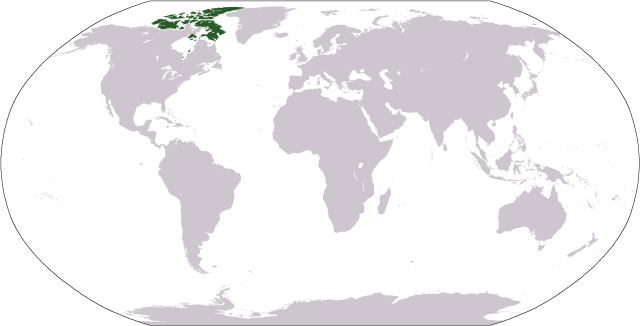
Localização do arquipélago Ártico Canadiano

Localização do arquipélago Ártico Canadiano, no norte do Canadá

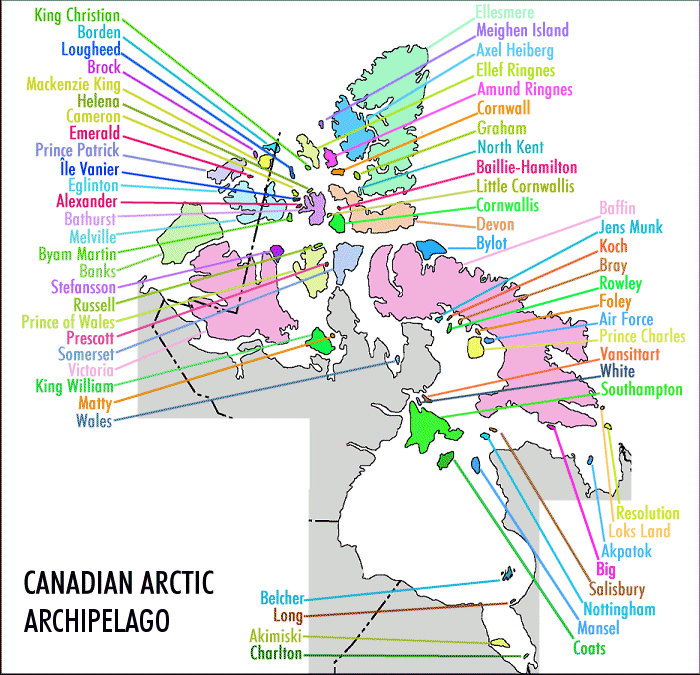
Mapa do arquipélago Ártico Canadiano (clique para ampliar)

O arquipélago Ártico Canadiano (português europeu) ou arquipélago Ártico Canadense (português brasileiro) (AO 1945: arquipélago Árctico Canadense) é um conjunto de ilhas no oceano Ártico, no norte do Canadá. Essas ilhas são a parte mais setentrional da América do Norte. Encontram-se a leste do Mar de Beaufort e a oeste da baía de Baffin e da Gronelândia. A maior parte do arquipélago encontra-se no território de Nunavut e a outra parte nos Territórios do Noroeste.
O grupo de ilhas mais setentrional denomina-se Ilhas da Rainha Isabel.
As ilhas Ellesmere, Victoria e Baffin, o qual fazem parte do arquipélago, estão entre as dez maiores do mundo. No total o arquipélago contém 94 grandes ilhas (com mais de 130 km²), e 36 469 ilhas menores. As que têm mais de 5000 km² são:
| Nome                      | Localização* | Área (km²) | Por área | Por área | População (2001) |
| Nome                      | Localização* | Área (km²) | Mundo    | Canadá   | População (2001) |
| ------------------------- | ------------ | ---------- | -------- | -------- | ---------------- |
| Ilha de Baffin            | NU           | 507 451    | 5        | 1        | 9 563            |
| Ilha Victoria             | NT, NU       | 217 291    | 9        | 2        | 1 707            |
| Ilha Ellesmere            | NU           | 196 236    | 10       | 3        | 168              |
| Ilha Banks                | NT           | 70 028     | 24       | 5        | 114              |
| Ilha Devon                | NU           | 55 247     | 27       | 6        | 0                |
| Ilha de Axel Heiberg      | NU           | 43 178     | 32       | 7        | 0                |
| Ilha Melville             | NT, NU       | 42 149     | 33       | 8        | 0                |
| Ilha Southampton          | NU           | 41 214     | 34       | 9        | 721              |
| Ilha Príncipe de Gales    | NU           | 33 339     | 40       | 10       | 0                |
| Ilha Somerset             | NU           | 24 786     | 46       | 12       | 0                |
| Ilha Bathurst             | NU           | 16 042     | 54       | 13       | 0                |
| Ilha do Príncipe Patrício | NT           | 15 848     | 55       | 14       | 0                |
| Ilha do Rei Guilherme     | NU           | 13 111     | 61       | 15       | 960              |
| Ilha Ellef Ringnes        | NU           | 11 295     | 69       | 16       | 0                |
| Ilha Bylot                | NU           | 11 067     | 72       | 17       | 0                |
| Ilha do Príncipe Carlos   | NU           | 9521       | 78       | 19       | 0                |
| Ilha Cornwallis           | NU           | 6995       | 97       | 21       | 215              |
| Ilha Coats                | NU           | 5498       | 107      | 24       | 0                |
| Ilha Amund Ringnes        | NU           | 5255       | 111      | 25       | 0                |
| Ilha Mackenzie King       | NT, NU       | 5048       | 116      | 26       | 0                |

* NT = Territórios do Noroeste, NU = Nunavut
O clima no arquipélago é ártico e a vegetação consiste de tundra, exceto nas áreas montanhosas. A pouca população no local consiste na sua maioria em membros do povo Inuit.